# Richard Schmidt (Architekt)
Richard Schmidt (* 26. März 1883 in Gießen; † 1959) war ein deutscher Architekt und Kunstgewerbler.

## Leben und Werke
Schmidt war ein Meisterschüler und Mitarbeiter Olbrichs. Im Jahr 1902 ist mit einer Studie zu einem Wohnhaus als Architekt aus Darmstadt verzeichnet. In den Jahren 1906 und 1907 arbeitete er als Lehrer an der Kunstgewerbeschule in Mainz. 1907 wechselte er an die Hansische Hochschule für bildende Künste in Hamburg, wo er bis 1945 Lehrer für Architektur, Raum- und Gartenkunst wurde. Von 1930 bis 1931 war er Direktor dieser Anstalt, die seit 1929 als Landeskunstschule bezeichnet wurde. Schmidt entwarf unter anderem das Landhaus Eck in Oberursel im Taunus und den Jungfernbrunnen am Jungfernstieg in Hamburg.